# 肝脾腫大
肝脾腫大（Hepatosplenomegaly）是指肝臟（肝腫大）和脾臟（脾腫大）同時腫大。肝脾腫大可能是急性病毒性肝炎、傳染性單核白血球增多症和組織胞漿菌病引起，也可能是嚴重且危及生命的溶小體儲積病的徵兆。全身靜脈高壓也會增加肝脾腫大的風險，這在右心臟衰竭患者較常見。

## 成因
- 急性病毒性肝炎
- 傳染性單核球增多症[2][1]
- 巨細胞病毒感染
- 風疹
- 布魯氏菌感染[3]
- 高活性瘧疾綜合症
- 利甚曼病
- 片吸蟲病
- 傷寒
- 血吸蟲病或絲蟲病
- 敗血性鼠疫
- 組織胞漿菌病

- 骨髓增殖性腫瘤[2][1]
- 白血病
- 淋巴瘤
- 惡性貧血
- 鐮刀型紅血球疾病
- 遺傳性球形紅血球增多症
- 地中海貧血
- 骨髓纖維化